# Natri amide
Natri amide, thường được gọi là sodamide, là một hợp chất vô cơ có công thức hóa học NaNH2. Chất rắn này, phản ứng mãnh liệt với nước, có màu trắng khi tinh khiết, nhưng trong thương mại lại có màu xám do sự có mặt của một lượng nhỏ sắt kim loại trong quá trình sản xuất. Sự không tinh khiết này không ảnh hưởng nhiều đến chất lượng thuốc thử. NaNH2 có ứng dụng quan trọng trong tổng hợp hữu cơ với vai trò một base mạnh.

## Điều chế và cấu trúc
Natri amide có thể được điều chế bằng phản ứng giữa natri và khí amonia, nhưng thông thường là phản ứng với dung dịch amonia với xúc tác sắt(III) nitrat. Phản ứng xảy ra nhanh nhất tại điểm sôi của amonia -33 ℃.
2Na + 2NH3 → 2NaNH2 + H2↑
NaNH2 là một chất có dạng muối và vì thế nó kết tinh dưới dạng polyme vô hạn. Dạng hình học là tứ diện. Trong amonia, NaNH2 tạo thành dung dịch có tính dẫn, gồm cation Na(NH3)6+ và anion NH2-.

## Sử dụng
Natri amide được dùng trong các công nghiệp sản xuất thuốc nhuộm, hydrazin và natri cyanide. Nó là chất tham gia cho việc làm khô amonia (dạng lỏng và khí) và được dùng rộng rãi như một base mạnh trong hoá hữu cơ, chủ yếu trong dung dịch amonia. Một trong những thuận lợi lớn trong việc sử dụng sodamide là natri amide là một base tốt và ít khi phản ứng như một nucleophin. Tuy nhiên nó tan rất hạn chế nên bị thay thế bằng các chất khác có liên quan như natri hydride, natri bis(trimethylsilyl)amide (NaHMDS), và lithi diisopropylamide (LDA - [(CH3)2CH]2NLi).

### Điều chế alkyn
Natri amide làm tách hai phân tử HBr ra khỏi dibromalkan để tạo một liên kết ba C-C, như phản ứng điều chế phenylacetylen dưới đây. Thông thường hai phân tử natri amide sẽ nhường chỗ cho alkyn. Tuy nhiên, ba phân tử sẽ cần thiết cho việc điều chế một alkyn cuối, như alkyn này chẳng hạn, nguyên tử hydro có tính acid sẽ lập tức đưa thêm một proton vào base.
HCl và/hoặc ethanol có thể được loại bỏ ra theo cách này, như trong phản ứng điều chế 1-etoxy-1-butyn.

### Các phản ứng tạo vòng
Nơi nào có nguyên tử β-hydro bị loại bỏ, các hợp chất có mạch vòng có thể được hình thành, như trong phản ứng điều chế methylencyclopropan dưới đây.
Cyclopropen, aziridine và cyclobutan có thể được tạo thành theo cách tương tự.

### Khử proton trong các acid chứa carbon và nitơ
Các acid chứa carbon mà có thể bị khử proton bởi natri amide trong dung dịch amonia bao gồm các alkyn cuối (có liên kết ba ở ngoài cùng), các methyl ceton, cyclohexanon, acid phenylacetic và các dẫn xuất của nó: diphenylmethan. acetylaceton mất hai proton để tạo ra dianion.
Natri amide còn khử proton của indole và piperidine.

### Các phản ứng khác
- Phản ứng khử proton ở vị trí ortho[22]
- Tổng hợp oxiran[23]
- Tổng hợp indole[24]
- Phản ứng Chichibabin

## An toàn
Natri amide phản ứng mãnh liệt với nước thoát khí amonia và tạo ra natri hydroxide và cháy trong không khí tạo ra natri peroxide và nitơ dioxide.
NaNH2 + H2O → NH3 + NaOH
2NaNH2 + 4O2 → Na2O2 + 2NO2 + 2H2O
Trong điều kiện giới hạn không khí và độ ẩm, như trong bình hở, một hỗn hợp chất oxi hoá dễ cháy được tạo thành. Điều này đi kèm với một chất rắn màu vàng hoặc nâu. Vì vậy, natri amide nên được bảo quản trong một bình kín đậy chặt, và trong khí nitơ nếu cần. Các mẫu natri amide ngả màu nên được tiêu huỷ ngay lập tức: một phương pháp tiêu huỷ là cho 2-propanol vào để giữ natri amide trong dung môi hydrocarbon.
Natri amide có thể làm bỏng da, mắt và màng nhầy. Việc chăm sóc nên được tiến hành để tránh sự phân tán của hoá chất.